# Johannes Biereye

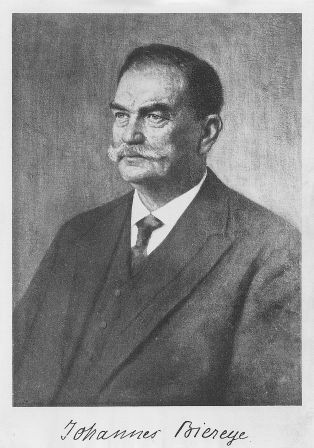
Johannes Biereye (StA Erfurt, ca. 1920)

Johannes Biereye (* 10. Juni 1860 in Brücken (Helme), Provinz Sachsen; † 19. Januar 1949 in Erfurt) war ein deutscher Historiker und Gymnasiallehrer.

## Leben
Johannes Biereye wuchs in Brücken (Helme) auf und besuchte das Königliche Gymnasium in Erfurt. Danach studierte er alte Sprachen und Geschichte an der Universität Halle und promovierte dort über ein Thema der antiken Geschichte.
Er wurde Gymnasiallehrer und bekam eine erste Anstellung in Niesky in der Oberlausitz. 1901 zog er zurück in die Nähe seiner Heimat nach Roßleben, wo er Lehrer an der Klosterschule Roßleben wurde. Einige Jahre später kam er an das Königliche Gymnasium in Erfurt. Dort begann er die Fortsetzung der von Carl Beyer als Bruchstück hinterlassenen „Geschichte der Stadt Erfurt“. 1908 wurde er Direktor des Gymnasiums. Im gleichen Jahr wählte ihn die Akademie gemeinnütziger Wissenschaften zu Erfurt zu ihrem Vizepräsidenten.
Nach dem Ersten Weltkrieg wirkte Biereye 1919 bei der Gründung der Erfurter Volkshochschule mit und wurde Vorsitzender des Vereins für die Geschichte und Altertumskunde von Erfurt. 1925 wurde er zum Vorsitzenden der Bibliotheksgesellschaft und 1930 zum Präsidenten der Akademie gemeinnütziger Wissenschaften zu Erfurt als Nachfolger des 1925 verstorbenen Friedrich Wilhelm Prinz von Preußen gewählt. Dieses Amt übte er bis 1945 aus.
Am 19. Januar 1949 starb er im Alter von 88 Jahren in Erfurt. Seine „Geschichte der Stadt Erfurt“ blieb unvollendet.

## Schriften
- Alfred Kirchhoff. In: Mitteldeutsche Lebensbilder. 1. Band: Lebensbilder des 19. Jahrhunderts. Magdeburg 1926, S. 357–375.
- Richard Bärwinkel. In: Historische Kommission für die Provinz Sachsen und für Anhalt (Hrsg.): Mitteldeutsche Lebensbilder. 3. Band Lebensbilder des 18. und 19. Jahrhunderts. Selbstverlag, Magdeburg 1928, S. 507–521.
- Wielands Briefwechsel mit der Familie von Keller in Stedten bei Erfurt. Erfurt 1932.
- Erfurter Burgenwelt: Die „Wallburg im Steiger“ und das „Schloss Stedten“. Weimar-Buttstädt 1932.
- Der Geheime Kommerzienrat Friedrich Ernst (Fritz) Wolff (1839–1928) und sein Geschlecht. Weimar 1933.
- Die Einheit Thüringens. Erfurt 1933.
- Die Universität Erfurt. Erfurt 1933.
- Die Burg Gleichen und ihre Bewohner in Geschichte und Sage. Erfurt 1935.
- Heimat und Bildung. Erfurt 1935.
- Geschichte der Stadt Erfurt. Band 1. Erfurt 1935.
- Erfurt in seinen berühmten Persönlichkeiten. Erfurt 1937.

## Auszeichnungen
- Ehrendoktorwürde der theologischen Fakultät der Universität Halle 1927